# Восток (космічний апарат)
«Восток» (рос. Восток, схід) — радянський пілотований космічний корабель для обльоту Землі, створений за програмою «Восток». Перший у світі пілотований космічний апарат. З 15 травня 1960-го по 16 червня 1963 року відбулось 13 запусків, з них 6 пілотованих.
До квітня 1966 року планувалося здійснити ще кілька польотів, однак у лютому 1964 року вони усі були скасовані, а компоненти програми адаптовані під програму «Восход» (створення та запуск багатомісних космічних кораблів).
Похідні апарати використовуються досі для військової розвідки (Зеніт), біологічних дослідів (Біон).

## Історія
Навесні 1957 року в ОКБ-1 було створено відділ № 9, який очолив Тихонравов Михайло Клавдійович, для створення пілотованого космічного корабля. Одночасно з цим відділ мав створювати апарати ПС-1, ПС-2 і Об'єкт «Д» (апарати були запущені як Супутник-1, -2, -3).
У квітні 1958 року було складено початковий проєкт, що визначав масу майбутнього космічного апарата 5—5,5 т. Прискорення вільного падіння при вході в атмосферу мало бути 8—9 g, сферичний спускний апарат при цьому мав витримати температуру 2500—3000 °C. Маса теплозахисного покриву мала становити 1300—1500 кг. При приземленні допускалось відхилення від точки посадки у 100—170 км. Висота орбіти планувалась 250 км. Космонавт мав катапультуватись з кабіни при спуску в атмосфері на висоті 8-10 км. Дослідження показали, що ракета Р-7 з третім ступенем може вивести на низьку навколоземну орбіту 5 т.
Конструкторські креслення розпочали створювати восени 1958 року.
10 грудня 1959 року вийшов указ про створення і запуск першого пілотованого космічного корабля.
У квітні 1960 року були закінчені креслення апарата.

## Типи космічних кораблів
- Восток-1 (1К) — прототип пілотованого апарата для випробування основних систем. Здійснено шість безпілотних запусків.
- Восток-2 (2К) — супутники фоторозвідки для отримання зображень поверхні Землі з низькою роздільною здатністю. Згодом цей тип назвали «Зеніт-2»
- Восток-3 (3К) — пілотований космічний апарат, на його базі було створено:
- Восток-3КА — перший у світі пілотований космічний апарат. Відбулось 8 запусків, з них 6 пілотованих. Похідні цього типу використовуються досі для військової фоторозвідки, виявлення земних ресурсів, картографії і біологічних досліджень.
- Восток-3КВ — також відомий як «Восход». «Восток», пристосований для польоту трьох осіб на випередження польоту першого американського двомісного апарата «Джеміні». Відбулося 2 запуски, з них 1 пілотований.
- Восток-3КД — також відомий як «Восход». «Восток» із надувною шлюзовою камерою для виходу одного космонавта у відкритий космос. Відбулося 2 запуски, з них 1 пілотований.

## Опис корабля

Схема космічного апарата типу Восток

Апарати складались з агрегатного відсіку і спускного апарата.
Агрегатний відсік у формі з'єднаних широкими основами конуса і зрізаного конуса мав довжину 2,25 м, найбільший діаметр 2,43 м і масу 2,27 т. У ньому розташовувалось допоміжне обладнання для спускного апарата: балони високого тиску з киснем і азотом, хімічні батареї для радіозв'язку і живлення апаратури. У «хвостовій» частині відсіку розташовувався гальмівний двигун і невеликі двигуни системи орієнтації, що працювали на стиснутому газі. До меншої основи зрізаного конуса сталевими смугами кріпився спускний апарат.
Спускний апарат у формі кулі діаметром 2,3 м і масою 2,46 т з внутрішнім об'ємом 5,2 м³ був вкритий теплозахистом з абляційного матеріалу і мав систему життєзабезпечення. Всередині пілотованих кораблів у просторі об'ємом 1,6 м³ у кріслі-катапульті розміщувався один космонавт у скафандрі, також у кабіні розташовувались телевізійні камери і радіоапаратура для спостереження за станом космонавта, телеметрична система, обладнання для автоматичного і ручного управління кораблем. В кабіні було два ілюмінатори: один над головою космонавта у вхідному люці, інший біля ніг був обладнаний оптичною системою для орієнтації. Спускний апарат мав один парашут для посадки і не мав системи м'якої посадки, тому космонавт при зниженні в атмосфері катапультувався і приземлявся на окремому парашуті.

## Список запусків
Усі запуски відбувались із космодрому Байконур
| Назва                   | Тип     | Дата запуску    | Ракета-носій     | Результат                                                                                 |
| ----------------------- | ------- | --------------- | ---------------- | ----------------------------------------------------------------------------------------- |
| Корабель-супутник-1     | 1КП     | 15 травня 1960  | Луна (8К72)      | Спрощений прототип без теплозахисту                                                       |
| Корабель-супутник-1К №1 | 1К № 1  | 28 липня 1960   | Луна (8К72)      | Невдалий запуск                                                                           |
| Корабель-супутник-2     | 1К № 2  | 19 серпня 1960  | Луна (8К72)      | Перше повернення з космосу живих істот — двох собак                                       |
| Корабель-супутник-3     | 1К № 3  | 1 грудня 1960   | Луна (8К72)      |                                                                                           |
| Корабель-супутник-1К №4 | 1К № 4  | 22 грудня 1960  | Луна (8К72)      | Невдалий запуск                                                                           |
| Корабель-супутник-4     | 3КА № 1 | 9 березня 1961  | Восток-К (8К72К) |                                                                                           |
| Корабель-супутник-5     | 3КА № 2 | 25 березня 1961 | Восток-К (8К72К) |                                                                                           |
| Восток-1                | 3КА № 3 | 12 квітня 1961  | Восток-К (8К72К) | Перша у світі людина в космосі — Гагарін Юрій Олексійович                                 |
| Восток-2                | 3КА № 4 | 6 серпня 1961   | Восток-К (8К72К) | Перший у світі пілотований політ тривалістю понад одну добу — Титов Герман Степанович     |
| Восток-3                | 3КА № 5 | 11 серпня 1962  | Восток-К (8К72К) | Перший одночасний політ двох пілотованих космічних кораблів — Ніколаєв Андріян Григорович |
| Восток-4                | 3КА № 6 | 12 серпня 1962  | Восток-К (8К72К) | Перший одночасний політ двох пілотованих космічних кораблів — Попович Павло Романович     |
| Восток-5                | 3КА № 7 | 14 червня 1963  | Восток-К (8К72К) | Найдовший одиночний орбітальний політ — Биковський Валерій Федорович                      |
| Восток-6                | 3КА № 8 | 16 червня 1963  | Восток-К (8К72К) | Перша жінка в космосі — Терешкова Валентина Володимирівна                                 |

### Заплановані польоти
До квітня 1966 року за програмою «Восток» планувалося здійснити ще кілька польотів:
- «Восток-7» (Восток-3КА № 9), космонавт Волинов Борис Валентинович — 8-добовий висотний політ у нижньому радіаційному шарі для радіаційно-біологічних досліджень з природним поверненням з орбіти; запуск планувався у квітні 1964 року.
- «Восток-8» (Восток-3КА № 9), космонавт Хрунов Євген Васильович — 10-добовий висотний політ для наукових досліджень з природним поверненням з орбіти; запуск планувався у червні 1964 року.
- «Восток-9» (Восток-3КА № 9), космонавт Беляєв Павло Іванович — 10-добовий висотний політ для наукових досліджень з природним поверненням з орбіти; запуск планувався у серпні 1964 року.
- «Восток-10» (Восток-3КА № 9), космонавт Леонов Олексій Архипович — 10-добовий висотний політ з маневруванням для наукових досліджень з природним поверненням з орбіти; запуск планувався у квітні 1965 року.
- «Восток-11» (Восток-3КА № 9), космонавт Комаров Володимир Михайлович — політ для виходу у відкритий космос; запуск планувався у червні 1965 року.
- «Восток-12» (Восток-3КА № 9), космонавт Береговий Георгій Тимофійович — політ для виходу у відкритий космос; запуск планувався у серпні 1965 року.
- «Восток-13» (Восток-3КА № 9), космонавт Горбатко Віктор Васильович — 10-добовий висотний політ для тривалих наукових досліджень з природним поверненням з орбіти; запуск планувався у квітні 1966 року.

У лютому 1964 року вони усі були скасовані, а компоненти програми адаптовані під програму «Восход» (створення та запуск багатомісних космічних кораблів).